# 住商CRM
住商CRM株式会社（すみしょうシーアールエム）は、住友商事が100%出資する商社である。
炭素関連原材料と耐火材関連商品、鉄鋼副原料等を取り扱う。

## 概要
住友商事の炭素材商品を取り扱っていた事業会社である住商カーボンと、耐火材商品販売の事業会社である住商レフテックとが2005年4月1日に合併し発足した。
住商CRMという社名は、炭素の「C」(Carbon)、耐火材の「R」(Refractory)、原料資材を意味する「M」(Materials)からとったものである。
鉄鋼やチタン、自動車、化学、セメントといった基幹産業界に対して、中国やアメリカ、ロシア等から輸入した石炭コークスや石油コークス等を日本国内で販売する他、鉄鋼メーカーに対して鉄鋼副原料やコークス炉内で使用する耐火材（耐火煉瓦）も取り扱っており、更には日本国内のメーカーから商品を調達し日本の近隣諸国へ輸出する取引も行なっている。

## 沿革
- 1996年（平成8年）11月 -  住商レフテック株式会社設立（本社：東京都港区西新橋）。耐火材専門商社として事業開始。
- 2003年（平成15年）12月 - 住商カーボン株式会社設立（本社：東京都中央区晴海）。住友商事炭素部の業務受託として炭素材関連の商品販売業務を開始。
- 2005年（平成17年）
  - 4月 - 住商レフテックと住商カーボンが合併、住商CRM株式会社が発足（本社：東京都港区西新橋・資本金2億1,000万円）。
  - 6月 - 本社を東京都中央区晴海に移転統合。
- 2006年（平成18年）2月 ‐ 住友商事炭素部から一部炭素材関連取引の営業譲渡を受け、耐火材・炭素材ともに自社取り扱いを開始。同時に資本金を4億9,800万円とする。
- 2011年（平成23年）1月 - 住友商事炭素部から一部炭素材取引の営業譲渡を受け、コールタール等の取引を開始。
- 2018年（平成30年）7月　本社を東京都千代田区一ツ橋に移転。

## 組織
- 石油コークス・炭素材グループ
  - 石油コークスチーム
  - 炭素材チーム
- 石炭コークスグループ
  - 一般用コークスチーム
  - 鋳物用コークスチーム
  - 海外取引チーム
- カソードブロック・黒鉛電極・耐火材グループ
  - カソードブロックチーム
  - 黒鉛電極・耐火材チーム
- 業務グループ
- 大阪支店 - 大阪府大阪市中央区北浜4-5-33　住友ビル9階

## 参照
- コークス
- 石油コークス
- 無煙炭
- ドロマイト
- 耐火物